# Objets du culte catholique
L'usage de certains de ces objets du culte catholique est tombé en désuétude dans la liturgie de l'Église latine mais reste effectif dans la forme tridentine du rite romain.

## Objets liturgiques
- Meuble
  - Tabernacle
- Vases sacrés
  - Calice
  - Patène
- Vases bénits
  - Ciboire
  - Ostensoir
  - Custode
  - Vases aux saintes huiles
    - marqué O.S., pour Oleum sanctum, contient l'huile des catéchumènes
    - marqué S.C., pour Sacrum Chrisma, contient le saint chrême
    - marqué O.I., pour Oleum infirmorum, contient l'huile des malades
- Vases ni consacrés ni bénits
  - le plateau de communion : il s'agit d'un plateau (ovale ou rectangulaire) doré, tenu par un servant de messe lors de la communion, et placé sous le menton de la personne qui reçoit l'hostie sur la langue, afin de recevoir l'hostie si elle venait à tomber ou les parcelles éventuelles (c'est au moment où le prêtre lâche l'hostie que des parcelles peuvent tomber). Il est ensuite posé sur le corporal pour y être purifié (il faut donc qu'il soit parfaitement propre, même en dessous). Par respect (et aussi pour éviter rayures et salissures), on ne doit jamais rien poser sur un plateau de communion ; en particulier il faut éviter les traces de doigts et les empreintes digitales (qui peuvent attaquer le métal et rester indélébiles).
  - Burettes
  - Encensoir
  - Navette
  - Bénitier
  - Goupillon
  - Clochette
  - Osculatoire
  - Vase d'ablution
  - Dais
  - Ombrellino

## Linges liturgiques
- Linges bénits
  - Corporal : C'est un tissu carré (ou presque) qui est fortement amidonné et qui est plié en trois fois trois. La partie centrale est utilisée pour déposer le calice et l'hostie. Le pliage de ces neuf parties est fait de telle manière que, si par hasard, une parcelle d'hostie tombe dessus, elle se retrouve à l’intérieur du pliage, sans risque de se perdre. Avant le pliage, à la fin de la messe, le prêtre scrute méticuleusement pour trouver toute parcelle de l'hostie qui y serait tombée.
  - la Pale : il s'agit d'un carré de tissu blanc (qui peut aussi être un peu décoré et brodé), d'environ 12 à 15 cm de côté, renforcé intérieurement par du carton très rigide, destiné à être posé sur le calice au cours de la Messe (ou sur la patène en début et fin de Messe). Autrefois, pour le laver, il fallait découdre le tissu pour retirer le carton. Il en existe maintenant qui sont "déhoussables".
  - Nappe d'autel
  - Purificatoire : est un rectangle de tissu blanc qui sert à essuyer le calice, ainsi que les lèvres et les doigts du prêtre, après les ablutions.
- Linges non bénits
  - Bannière de procession
  - Manuterge
  - Nappe de communion
  - Conopée
  - Voile de calice
  - Bourse
  - Voile huméral

## Vêtements liturgiques
- Vêtements sacerdotaux 	 
  - Amict
  - Aube
  - Cordon
  - Manipule
  - Étole
  - Chasuble
- Vêtements des ministres inférieurs
  - Dalmatique
  - Tunique
- Vêtements communs aux prêtres et ministres inférieurs
  - Surplis
  - Barrette
  - Chape
- Matière des vêtements liturgiques
  - L'amict et l'aube doivent être en fil
  - Le cordon est en lin, chanvre ou soie
  - les autres ornements doivent être en soie ou, par raison de pauvreté, en soie et coton mélangés
- Couleur des vêtements liturgiques
  - blanc
  - rouge
  - vert
  - rose
  - violet
  - noir
  - Bleu

Le drap d'or peut remplacer, dans les circonstances solennelles, le blanc, le rouge et le vert, mais non le violet ni le noir.
- Insignes épiscopaux
- Insignes réservés au pape

## Textes sacrés
La Bible
La Bible est composée de deux Testaments, l'Ancien et le Nouveau. 

### Les canons d'autel

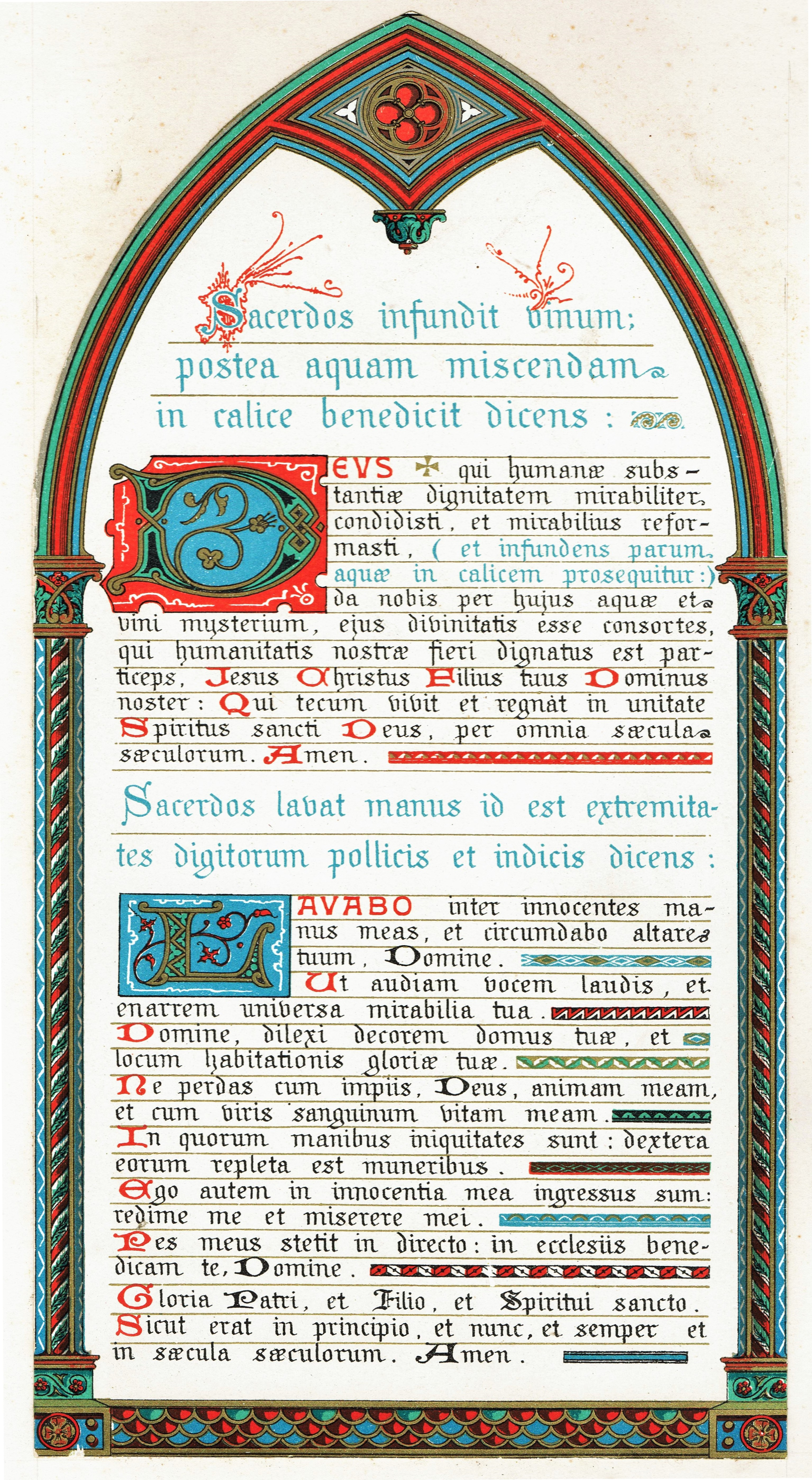
Canon d'autel (partie contenant la prière du "lavabo"), style néo-gothique, probablement fin XIX.

Les canons d'autel (tabellæ secretarum en latin) : c'est le nom donné dans la forme tridentine du rite romain aux trois recueils de textes (cartons, tableaux ou sous-verres) posés verticalement (en arrière) sur l'autel. Leur emploi est prévu par les rubriques du missel.  

Le canon du milieu, de loin le plus grand, contient les textes du Gloria, du Credo, de l'offertoire, de la consécration, du Placeat Sancta Trinitas, plus éventuellement quelques petites phrases telles que les paroles dites à voix basse avant l'Évangile : Munda Cor meum... et Jube, Domine, benedicere. Dominus sit in corde meo.... L'emplacement de ces prières, dicté par des considérations esthétiques (avec par exemple les paroles de la Consécration à la place centrale) est parfois un peu déroutant, et peut varier d'un canon à un autre.  Le choix de ces textes semblerait davantage fixé par la coutume que par des règles précises, le but étant surtout l'utilité pratique du célébrant, qui, de toute manière, peut retrouver ces textes dans le missel ; l'avantage des canons est qu'il n'a pas à tourner les pages du missel.

Le canon situé à gauche en regardant l'autel ("côté évangile") comporte le texte du "dernier évangile" ou Prologue de saint Jean, lu à la fin de la messe : Initium Sancti Evangelii... In principio erat Verbum... ...plenum gratiae et veritatis. - Deo gratias.

Le canon situé à droite en regardant l'autel contient deux textes : celui que le prêtre dit en bénissant l'eau, dont une goutte va être versée dans le calice à l'offertoire : Deus + qui humanae substantiae..., et le texte du Psaume Lavabo inter innocentes manus meas....
Souvent, ces canons sont extrêmement décorés, et parfois même à la main. 

L'usage du canon central subsiste parfois pour la « messe de Paul VI » (ou « forme ordinaire du rite romain ») célébrée en latin.